# Hibiscus sororius
Hibiscus sororius là một loài thực vật có hoa trong họ Cẩm quỳ. Loài này được Carl von Linné mô tả khoa học đầu tiên năm 1775.